# Улица Ларионова (Москва)
У́лица Ларио́нова — улица на юге Москвы в Даниловском районе Южного административного округа от улицы Ильи Чашника до улицы Роберта Фалька.

## Происхождение названия
Улица получила название в августе 2018 года в честь русского художника, живописца, графика, сценографа и теоретика искусства, одного из основоположников русского авангарда Михаила Ларионова (1881—1964).. Одновременно 10 улиц в районе бывшей промышленной зоны завода имени Лихачева («ЗИЛ») были названы именами знаменитых художников, работников ЗИЛа, его основателей и директора..

## Описание
Улица начинается от улицы Ильи Чашника, проходит на северо-восток до улицы Роберта Фалька и переходит в улицу Александра Богомазова.